# Kongsberg
Kongsberg kisváros Norvégia déli részén, Oslo központjától közúton kb. 80 km-re délnyugatra.  
1624-ben ezüstbányavárosként alapították. Fénykorában több mint 4 ezer alkalmazott dolgozott az itteni ezüstbányákban. 1957-re az összes ezüstöt kifejtették, ma a bányák múzeumként és turistalátványosságként működnek. 
A városban kézi lőfegyvert, elektronikai cikkeket és - Norvégia pénzverdéjének színhelyén - pénzt gyártanak. 
Egy szép, 18. századi barokk templom is látható itt. 